# Jew Watch
Jew Watch è un sito web appartenente al filone cospirazionista che promuove materiale antisemita e teorie su complotti aventi ebrei od israeliani quali artefici
È stato fondato nel 1998 da Frank Weltner, membro della National Alliance, un'organizzazione nazionalista bianca statunitense, e da allora è gestito dallo stesso.
Il nome Jew Watch tradotto significa "Osservatorio sull'Ebreo”, il sottotitolo recita "Per una stretta sorveglianza delle comunità e delle organizzazioni ebraiche in tutto il mondo".
Il sito si propone come una biblioteca non profit per studi privati, borse di studio e ricerche con il tentativo di attribuirsi una funzione educativa, ma in sostanza contiene un'ampia raccolta di materiale di natura antisemita che comprende affermazioni calunniose nei confronti degli ebrei, un elenco dettagliato delle più note celebrità di origine ebraica e una varietà articoli contenenti i più diffusi luoghi comuni dell'antisemitismo.